# Joop Zoetemelk
Hendrik Gerardus Jozef ("Joop") Zoetemelk (født 3. december 1946 i Rijpwetering) er en tidligere hollandsk cykelrytter. Han er opført som alletiders ottendebedste rytter i Daniel Marszaleks internationalt respekterede[kilde mangler] ranking, hvor er foran topryttere som Fausto Coppi og Roger De Vlaeminck.
Zoetemelk deltog i flere discipliner ved OL 1968 i Mexico City. Først var han med på det hollandske hold i 100 km tidskørsel på landevej. Sammen med Fedor den Hertog, Jan Krekels og René Pijnen kørte han de (reelt 104 km) i tiden 2.07.49,06 timer, hvilket var mere en 1½ minut foran de fire svenske Fåglum-brødre (Erik, Gösta, Sture og Tomas Pettersson) og nok til guldmedaljerne. Zoetemelk deltog derpå i 4000 m forfølgelsesløb på bane, hvor han sammen med Piet Hoekstra, Henk Nieuwkamp og Klaas Balk tabte det indledende heat mod det østtyske hold med et halvt sekund, hvorpå hollænderne var ude af turneringen. Endelig deltog han i det individuelle landevejsløb, hvor han i lighed med omkring 80 andre deltagere måtte opgive at fuldføre løbet.
Efter OL blev han professionel. Gennem sin 18 år lange professionelle karriere (1969-87) vandt han en lang række sejre, deriblandt Tour de France 1980 og Vuelta a España i 1979. Derudover præsterede Zoetemelk det yderst bemærkelsesværdige resultat at blive nr. to i Tour de France hele seks gange efter de to koryfæer Eddy Merckx og Bernard Hinault. Zoetemelk præsterede den rekord at deltage i og gennemføre Tour de France hele 16 gange, en rekord, der fortsat består. Derudover har han opnået at vinde verdensmesterskabet i landevejscykling i 1985 som den hidtil ældste, nemlig 38 år og 9 måneder.
Joop Zoetemelk havde gennem sin karriere flere gode samlede placeringer i Tour de France:
- 1970: Nr. 2 (Hold: Mars-Flandria)
- 1971: Nr. 2 (Mars-Flandria)
- 1972: Nr. 5 (Beaulieu-Flandria)
- 1973: Nr. 4 (Gitane-Frigecreme)
- 1975: Nr. 4 (Gan-Mercier)
- 1976: Nr. 2 (Gan-Mercier)
- 1977: Nr. 8 (Miko-Mercier-Hutchinson)
- 1978: Nr. 2 (Miko-Mercier-Hutchinson)
- 1979: Nr. 2 (Miko-Mercier)
- 1980: Nr. 1 (TI Raleigh-Creda)
- 1981: Nr. 4 (TI Raleigh-Creda)
- 1982: Nr. 2 (Coop-Mercier-Mavic)
- 1983: Nr. 23 (Coop-Mercier-Mavic)
- 1984: Nr. 30 (Kwantum Hallen-Decosol)
- 1985: Nr. 12 (Kwantum-Decosol)
- 1986: Nr. 24 (Kwantum Hallen-Decosol)